# Koninklijke Dordrechtsche Roei- en Zeilvereeniging
De Koninklijke Dordrechtsche Roei- en Zeilvereeniging (K.D.R. & Z.V.) is een watersportvereniging uit de stad Dordrecht, in de Nederlandse provincie Zuid-Holland. De vereniging is in 1851 opgericht en hoort hiermee tot de oudste watersportverenigingen van Nederland.
In 1875 en in 1895 werd een botenhuis gebouwd. Na diverse verplaatsingen, het continu groeiende verkeer op de Merwede en het zinken van het botenhuis, werd besloten alle roeiactiviteiten te verplaatsen naar het Wantij. In 1971 werd daar de nieuwe botenloods in gebruik genomen, in 1974 gevolgd door de sociëteit.
In 1999 vond de feestelijke opening plaats van het nieuwe pand aan de Houttuinen. Het pand herbergt naast het havenkantoor met alle noodzakelijke moderne faciliteiten, een prachtige sociëteit.